# 여산 숲정이 순교성지
여산 숲정이 순교성지(礪山 숲정이 殉敎聖地)는 대한민국 전북특별자치도 익산시 여산면에 있는 조선시대의 순교성지이다. 2007년 10월 19일 전라북도의 기념물 제125호로 지정되었다.

## 개요
여산 숲정이 순교성지는 여산면 소재지에서 여산고등학교 방향으로 500m정도 떨어진 논 가운데 위치하고 있다. 순교성지내에는 순교상과 십자가 안내판, 화장실, 주차장으로 구성되어 있으며 철망으로 담장이 둘러져 있다. 주변은 논으로 둘러싸여 있으며 북서쪽으로 1번 도로가 지나가고 동, 서, 남쪽으로는 마을이 형성되어 있다.
즉, 진입도로를 따라 진입하면 좌측에 주차장이 있고 우측에는 여산순교성지를 알리는 비석이 있다. 진입로를 따라 앞쪽에 화장실이 있고 그 오른쪽으로 쉼터와 음수대가 있다. 잔디밭을 사이에 두고 안내판이 있으며 계단 위에 십자가와 순교상이 있다.
1866년 병인박해 당시 전라도 천주교도들의 처형은 주로 전주와 여산, 나주 등에서 이루어졌는데, 1866년 당시에는 주로 전주에서 처형되었고 1868년에는 여산에서 처형이 이루어졌다. 당시 전라도에는 5진영(鎭營, 討捕營)이 있었는데, 순천부의 전진영(前鎭營), 운봉현의 좌진영, 나주목의 우진영, 여산현의 후진영, 전주의 중진영이 있어 토포사가 영장을 겸직하였고 사형집행권을 가지고 있었다.
병인박해(1866년)때 여산에서도 천주교도들이 체포되어 1868년부터 동헌 앞 백지사터, 베다리 옆 옥터의 교수대, 시장과 부근의 숲정이에서 백지사(白紙死 : 얼굴에 종이를 바르고 물을 부어 질식사 시키는 것), 교수형(배다리옆 옥터의 교수대), 참수형(시장과 부근의 숲정이) 등으로 김성첨, 김면언, 김정규 등 23명이 순교하였다. 이는 기록에 남아있는 사람이고 기록도 없이 순교한 신도를 포함하면 이보다 훨씬 더 많아 전주 숲정이 다음으로 많은 순교자가 나왔다고 한다.

## 현지 안내문
이곳 여산 성지는 1868(무진)년 박해 때의 순교성지로 전주 교구 제2의 성지이다.
1866년 대원군의 쇄국 정책과 천주교 말살 정책으로 시작된 박해는 1868년에 이르러 가장 치열하였다. 이때 금산·진산·고산의 심산궁곡에 숨어살던 많은 신자들이 여산 관아에 끌려와 처형되었는데 그중에서 지도자인 김성첨(토마스)의 가족은 6명이 순교하였다. 김성첨은 굶주림과 혹형에 고통당하는 신자들에게 "천당 지복을 누리려는 사람이 이만한 고통을 참아받지 못하겠냐? 감심으로 참아받자"하고 격려하였다한다. 이들은 옥중에서도 항상 쉬지 않고 공동으로 기도를 바쳤고 형제적 사랑을 나누며 형벌과 굶주림의 고통을 견디었다.
이 순교자들은 숲정이와 장터에서 참수형 혹은 교수형으로 처형되었고 동헌(지금의 경노당) 뜰에서는 얼굴에 물을 뿌리고 백지를 겹겹이 덮어 질식시켜 죽이는 백지사(白紙死)형이 집행되었다. 옛 동헌 뜰에는 당시의 박해 사실을 증명하듯이 대원군의 척화비가 서있다.

## 같이 보기
- 전주 숲정이 (전라북도 기념물 제71호)

## 참고 자료
- 여산숲정이순교성지 - 국가유산청 국가유산포털